# Zapomniani
Zapomniani (hiszp. Los olvidados) – meksykański film z 1950 roku w reżyserii Luisa Buñuela.
W 2003 został wpisany na listę UNESCO Pamięć Świata.

## Obsada
- Roberto Cobo jako Jaibo („Krab”)
- Alfonso Mejía jako Pedro
- Mario Ramírez Herrera jako „Oczuś” (Ojitos)
- Stella Inda jako matka Pedra
- Miguel Inclán jako ślepiec Don Carmelo
- Alma Delia Fuentes jako Meche
- Efraín Arauz jako „Pryszczaty” (Cacarizo)
- Jorge Pérez jako Pelón
- Javier Amézcua jako Julián
- Francisco Jambrina jako dyrektor zakładu wychowawczego
- Jesús Navarro jako ojciec Juliana
- Diana Ochoa jako matka „Pryszczatego”
- Juan Villegas jako dziadek „Pryszczatego”
- Ramón Martínez jako Nacho, brat Pedra
- Héctor López Portillo jako sędzia
- Ángel Merino jako wicedyrektor zakładu wychowawczego